# Oscar the Grouch
Oscar the Grouch és un personatge de ficció muppet del programa de televisió Barri Sèsam. El seu cos és de color verd, encara que durant la primera temporada era de color taronja. Té un aspecte una mica deforme. Té els ulls molts grossos, no té nas i té una gran boca. Oscar no parla, sinó que només emet grunys. Oscar li encanta col·leccionar deixalles i viu en un cubell d'escombraries. Oscar va aparèixer ja en el primer episodi de la sèrie i era interpretat per l'actor Caroll Spinney.